# Lídia Salgueiro
Lidia Coelho Salgueiro (Lisboa, 31 de dezembro de 1917 — Lisboa, 24 de julho de 2009) foi uma professora universitária e investigadora, especialista em física atómica e nuclear. Lecionou na Universidade de Lisboa por mais de 30 anos, realizou investigação e publicou amplamente, incluindo artigos em revistas científicas, livros didáticos, artigos sobre a história da física em Portugal e publicações filatélicas sobre selos de correio com temática física. Foi a primeira mulher  sócia correspondente da Academia das Ciências de Lisboa.

## Biografia
Licenciou-se em Físico-Químicas em 1941 e concluiu o Doutoramento em 1945 com a Dissertação intitulada Espectro gama dos derivados de vida longa do radão. Professora Catedrática do Departamento de Física da Faculdade de Ciências da Universidade de Lisboa, a sua carreira revela um pioneirismo assinalável na área da Física Atómica tendo criado uma equipa cujo legado científico é plenamente reconhecido. Foi fundadora do Centro de Física Atómica. Pioneira na investigação em Física Experimental integra o grupo de fundadores da Gazeta de Física, revista dedicada a um púbico não especializado de que em 1946 foi primeira editora. Era também sócia honorária da Sociedade Portuguesa de Física.